# Приштински санџак
Приштински санџак (тур. Priştine sancağı) био је санџак (административна јединица) Османског царства, са седиштем у Приштини. Основан је након низа административних реформи које су спроведене средином 19. века, а постојао је све до 1912. године. Налазио се у саставу тадашњег Косовског вилајета. На челу Приштинског санџака налазио се управитељ - мутесариф, а нижим административним јединицама (казама) управљали су кајмаками. Територијални опсег Приштинског санџака мењан је у неколико наврата услед управних промена, а његово постојано средиште чиниле су казе (Приштинска, Вучитрнска, Гњиланска) у централном делу косовске области, док су казе у суседним областима (Прешевска, Митровичка, Новопазарска) накнадно укључиване или искључиване из састава овог санџака.

## Историја
Средином 19. века, у Османском царству спроведен је низ административних реформи, које су довеле до неколико узастопних преуређења покрајинске управе. Реформе су обухватиле и дотадашњи Вучитрнски санџак са суседним областима.
На том подручју је након реформе из 1864. године створена нова административна јединица - Приштински санџак, на челу са управником - мутесарифом. Недуго потом, Приштински санџак је 1877. године уврштен у састав новоствореног Косовског вилајета. Првобитно подручје Приштинског санџака проширено је 1902. године, када је дошло до укидања суседног Новопазарског санџака, чије су казе Нови Пазар и Митровица припојене Приштинском санџаку.
На подручју Приштинског санџака укрштали су се супротстављени интереси Турске и Србије, а претензије пема том подручју такође су имале Аустроугарска и Бугарска. Ради заштите својих интереса на простору Приштинског санџака, Србија је успела да 1889. године отвори Српски конзулат у Приштини. Током Првог балканског рата (1912—1913), целокупно подручје Приштинског санџака ослободила је у јесен 1912. године војска Краљевине Србије, након чега је дошло до прикључења те области и стварања Приштинског округа, чиме је дотадашњи Приштински санџак престао да постоји.